# Puig Gros (el Port de la Selva)
El Puig Gros és una muntanya de 161 metres que es troba al municipi del Port de la Selva, a la comarca catalana de l'Alt Empordà.